# Mortzwiller
Mortzwiller foi uma antiga comuna francesa na região administrativa de Grande Leste, no departamento Alto Reno. Estendia-se por uma área de 4,22 km². Em 2010 a comuna tinha 921 habitantes (densidade: 218,2 hab./km²).
Em 1 de janeiro de 2016, foi incorporada à nova comuna de Le Haut-Soultzbach.